# Baixa Ribagorçana
La Baixa Ribagorçana és un territori situat a la part baixa del riu Noguera Ribagorçana abans de l'aiguabarreig amb el Segre.
La delimitació no és estricta i tampoc és una subcomarca oficialment reconeguda. Inclou els municipis situats a la vora de la Noguera Ribagorçana: Castillonroi, Alfarràs, Algerri, Almenar, Alguaire, Albesa, La Portella, Vilanova de Segrià, Benavent de Segrià i altres municipis pròxims com Almacelles, Rosselló, Torrelameu, Corbins i Torrefarrera. El territori també ha estat identificat i anomenat com a subcomarca del Segrià amb el nom de Segrià Nord. El conjunt de pobles ha mantingut relacions històriques i actualment els municipis formen part de les comarques catalanes del Segrià i la Noguera i també de la Llitera.
La Baixa Ribagorçana es caracteritza per una ampla plana que s'alça lleugerament cap al nord fins a les serres que tanquen pel sud el pantà de Santa Anna. El paisatge és majoritàriament rural i les principals activitats econòmiques són l'agricultura i la ramaderia. L'agricultura és de secà però també es rega amb les aigües del canal d'Aragó i Catalunya i del canal de Pinyana, que baixen del pantà de Barassona i del pantà de Santa Anna.
EMUN FM Ràdio, és un consorci d'emissores municipals format pels municipis de la zona; Albesa, Alfarràs, Alguaire, Almenar i Torrefarrera.

## Llocs d'interès
- Pantà de Santa Anna
- Ermita de Sant Salvador
- Plans de la Unilla
- Aeroport de Lleida-Alguaire
- Mirador del Sagrat Cor
- Riu Noguera Ribagorçana